# Lista över fornlämningar i Gotlands kommun (Bunge)
Lista över fornlämningar i Gotlands kommun (Bunge) är en förteckning av ett urval av de fornlämningar som finns i Bunge i Gotlands kommun.
| Namn       | Lämningstyp                      | Tillkomsttid | Historisk indelning | Plats | Läge                 | ID-nr          | Bild                                      |
| ---------- | -------------------------------- | ------------ | ------------------- | ----- | -------------------- | -------------- | ----------------------------------------- |
| Bunge 4:1  | Hällristning                     |              | Bunge, Gotland      |       | 57.840362, 19.064483 | 11100000000440 | Ladda upp en bild av detta fornminne      |
| Bunge 8:1  | Röse                             |              | Bunge, Gotland      |       | 57.840374, 19.023635 | 10090300080001 | Ladda upp en bild av detta fornminne      |
| Bunge 11:1 | Stensättning                     |              | Bunge, Gotland      |       | 57.844034, 19.020073 | 10090300110001 | Ladda upp en bild av detta fornminne      |
| Bunge 11:2 | Stensättning                     |              | Bunge, Gotland      |       | 57.843915, 19.020096 | 10090300110002 | Ladda upp en bild av detta fornminne      |
| Bunge 11:3 | Stensättning                     |              | Bunge, Gotland      |       | 57.843832, 19.020122 | 10090300110003 | Ladda upp en bild av detta fornminne      |
| Bunge 11:4 | Stensättning                     |              | Bunge, Gotland      |       | 57.843754, 19.020181 | 10090300110004 | Ladda upp en bild av detta fornminne      |
| Bunge 15:1 | Hällristning                     |              | Bunge, Gotland      |       | 57.840158, 19.044097 | 11100000000441 | Ladda upp en bild av detta fornminne      |
| Bunge 15:2 | Hällristning                     |              | Bunge, Gotland      |       | 57.839918, 19.044182 | 11100000000442 | Ladda upp en bild av detta fornminne      |
| Bunge 16:1 | Hällristning                     |              | Bunge, Gotland      |       | 57.839695, 19.047976 | 11100000000443 | Ladda upp en bild av detta fornminne      |
| Bunge 18:1 | Röse                             |              | Bunge, Gotland      |       | 57.849637, 19.013540 | 10090300180001 | Ladda upp en bild av detta fornminne      |
| Bunge 18:2 | Röse                             |              | Bunge, Gotland      |       | 57.849780, 19.013470 | 10090300180002 | Ladda upp en bild av detta fornminne      |
| Bunge 20:1 | Röse                             |              | Bunge, Gotland      |       | 57.847068, 18.994042 | 10090300200001 | Ladda upp en bild av detta fornminne      |
| Bunge 22:1 | Hällristning                     |              | Bunge, Gotland      |       | 57.852231, 18.984009 | 11100000000444 | Ladda upp en bild av detta fornminne      |
| Bunge 23:1 | Husgrund, förhistorisk/medeltida |              | Bunge, Gotland      |       | 57.849308, 18.986028 | 10090300230001 | Ladda upp en bild av detta fornminne      |
| Bunge 23:2 | Husgrund, förhistorisk/medeltida |              | Bunge, Gotland      |       | 57.849368, 18.986543 | 10090300230002 | Ladda upp en bild av detta fornminne      |
| Bunge 28:1 | Röse                             |              | Bunge, Gotland      |       | 57.881511, 19.000864 | 10090300280001 | Ladda upp en bild av detta fornminne      |
| Bunge 30:1 | Stensättning                     |              | Bunge, Gotland      |       | 57.877035, 18.990775 | 10090300300001 | Ladda upp en bild av detta fornminne      |
| Bunge 36:2 | Röse                             |              | Bunge, Gotland      |       | 57.862512, 18.995977 | 10090300360002 | Ladda upp en bild av detta fornminne      |
| Bunge 36:3 | Röse                             |              | Bunge, Gotland      |       | 57.862473, 18.995838 | 10090300360003 | Ladda upp en bild av detta fornminne      |
| Bunge 37:1 | Stensättning                     |              | Bunge, Gotland      |       | 57.862526, 18.972244 | 10090300370001 | Ladda upp en bild av detta fornminne      |
| Bunge 38:1 | Stensättning                     |              | Bunge, Gotland      |       | 57.863444, 18.976071 | 10090300380001 | Ladda upp en bild av detta fornminne      |
| Bunge 38:2 | Husgrund, förhistorisk/medeltida |              | Bunge, Gotland      |       | 57.863255, 18.976892 | 10090300380002 | Ladda upp en bild av detta fornminne      |
| Bunge 38:3 | Husgrund, förhistorisk/medeltida |              | Bunge, Gotland      |       | 57.862569, 18.977502 | 10090300380003 | Ladda upp en bild av detta fornminne      |
| Bunge 38:6 | Husgrund, förhistorisk/medeltida |              | Bunge, Gotland      |       | 57.863314, 18.977071 | 10090300380006 | Ladda upp en bild av detta fornminne      |
| Bunge 39:1 | Röse                             |              | Bunge, Gotland      |       | 57.861850, 18.980203 | 10090300390001 | Ladda upp en bild av detta fornminne      |
| Bunge 49:1 | Stensättning                     |              | Bunge, Gotland      |       | 57.863212, 19.013648 | 10090300490001 | Ladda upp en bild av detta fornminne      |
| Bunge 49:3 | Stensättning                     |              | Bunge, Gotland      |       | 57.863324, 19.013501 | 10090300490003 | Ladda upp en bild av detta fornminne      |
| Bunge 50:3 | Stensättning                     |              | Bunge, Gotland      |       | 57.843886, 19.021252 | 10090300500003 | Ladda upp en bild av detta fornminne      |
| Bunge 50:4 | Stensättning                     |              | Bunge, Gotland      |       | 57.843564, 19.021433 | 10090300500004 | Ladda upp en bild av detta fornminne      |
| Bunge 60:1 | Stensättning                     |              | Bunge, Gotland      |       | 57.832260, 19.021569 | 10090300600001 | Ladda upp en bild av detta fornminne      |
| Bunge 60:2 | Stensättning                     |              | Bunge, Gotland      |       | 57.832213, 19.021637 | 10090300600002 | Ladda upp en bild av detta fornminne      |
| Bunge 60:3 | Stensättning                     |              | Bunge, Gotland      |       | 57.832149, 19.021672 | 10090300600003 | Ladda upp en bild av detta fornminne      |
| Bunge 60:4 | Stensättning                     |              | Bunge, Gotland      |       | 57.832059, 19.021741 | 10090300600004 | Ladda upp en bild av detta fornminne      |
| Bunge 61:1 | Hällristning                     |              | Bunge, Gotland      |       | 57.838304, 19.017231 | 11100000000445 | Ladda upp en bild av detta fornminne      |
| Bunge 61:2 | Hällristning                     |              | Bunge, Gotland      |       | 57.838304, 19.017231 | 11100000000446 | Ladda upp en bild av detta fornminne      |
| Bunge 62:1 | Stensättning                     |              | Bunge, Gotland      |       | 57.855535, 19.049507 | 10090300620001 | Ladda upp en bild av detta fornminne      |
| Bunge 70:1 | Stenkammargrav                   |              | Bunge, Gotland      |       | 57.829541, 19.082596 | 10090300700001 | Ladda upp en bild av detta fornminne      |
| Bunge 71:1 | Husgrund, förhistorisk/medeltida |              | Bunge, Gotland      |       | 57.853728, 19.024680 | 10090300710001 | Ladda upp en till bild av detta fornminne |
| Bunge 79:1 | Begravningsplats                 |              | Bunge, Gotland      |       | 57.866641, 19.050686 | 10090300790001 | Ladda upp en bild av detta fornminne      |
| Bunge 81:1 | Stensättning                     |              | Bunge, Gotland      |       | 57.864363, 18.972340 | 10090300810001 | Ladda upp en bild av detta fornminne      |
| Bunge 84:1 | Husgrund, historisk tid          |              | Bunge, Gotland      |       | 57.850115, 18.984802 | 10090300840001 | Ladda upp en bild av detta fornminne      |
| Bunge 116  | Stensättning                     |              | Bunge, Gotland      |       | 57.864266, 18.972244 | 12000000077736 | Ladda upp en bild av detta fornminne      |
| Rute 137:1 | Husgrund, förhistorisk/medeltida |              | Bunge, Gotland      |       | 57.804504, 18.922784 | 10096001370001 | Ladda upp en bild av detta fornminne      |